# خروج الإستريين والدالماسيين

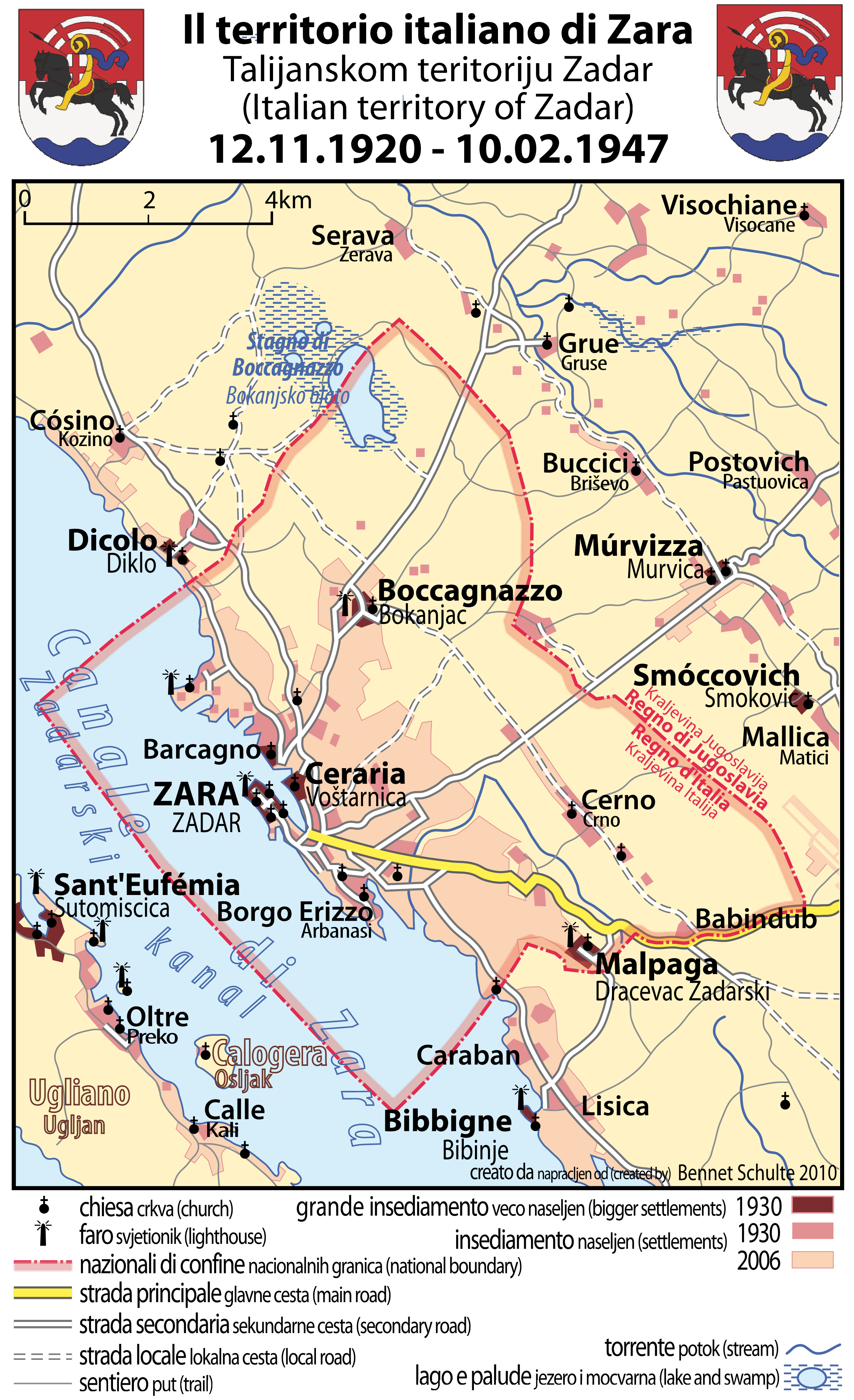
خريطة الأراضي الإيطالية في زارا، 1920-1947

يشير مصطلح خروج الإستريين والدالماسيين إلى طرد المجموعات الإثنية المحلية (الإيطاليين الإستريين والدالماسيين) وخروجهم من الأراضي اليوغوسلافية في إستريا وكفارنير وفينتيسيا جوليا بالإضافة إلى دالماسيا. كانت إستريا وكفارنير وفينتيسيا جوليا مختلطة إثنيًا، وذات مجتمعات تاريخية كرواتية وإيطالية وسلوفينية عريقة. بعد الحرب العالمية الأولى، ضمت مملكة إيطاليا إستريا وكفارنير وفينتيسيا جوليا وأجزاء من دالماسيا بما فيها مدينة زادار. في نهاية الحرب العالمية الثانية، بموجب معاهدة السلام التي وقعها الحلفاء مع إيطاليا، خُصصت الأراضي الإيطالية سابقًا في إستريا وكفارنير وفينتيسيا جوليا ودالماسيا لدولة يوغوسلافيا، باستثناء مقاطعة ترييستي. الأراضي السابقة التي اندمجت في يوغوسلافيا جزء من كرواتيا وسلوفينيا اليوم.
وفقًا لمصادر مختلفة، يُقدر أن الخروج قد بلغ بين 230.000 و350.000 شخصًا (البقية من ذوي الإثنية السلوفينية والكرواتية والإسترية الرومانية، واختاروا الحفاظ على الجنسية الإيطالية) غادروا المنطقة في أعقاب النزاع. بدأ الخروج في عام 1943 ولم ينتهِ تمامًا إلا في عام 1960.
ما زالت المسؤولية الرسمية السلطات الكرواتية عن الخروج محل جدلٍ بين المؤرخين. قُتل المئات أو ربما عشرات الآلاف من الإثنيين الإيطاليين المحليين أو أُعدموا بإجراءات موجزة خلال السنوات الأولى من الخروج، في ما صار يُعرف بمذابح الفويب. بعد عام 1947 تعرضوا لأشكال أقلّ عنفًا من الترهيب، مثل التأميم والاستملاك والتمييز الضريبي، ما لم يمنحهم خيارات كثيرة بخلاف الهجرة.

## نظرة عامة على الخروج
وُجد سكان ناطقون بالرومانسية في إستريا منذ سقوط الإمبراطورية الرومانية، وقتما رُومِنَت إستريا بالكامل. كانت المدن الساحلية على وجه الخصوص تضم سكانًا إيطاليين متصلين بالمناطق الأخرى عبر التجارة، لكن سكان الداخل كانوا سلافيين في الغالب، وبخاصة كرواتيين.
وفقًا لإحصاء السكان النمساويين لعام 1910: من كل 404.309 مواطن في إستريا، كان 168.116 (41.6%) ينطقون بالكرواتية، و147.416 (36.5%) ينطقون بالإيطالية، و55.365 (13.7%) ينطقون بالسلوفينية، و13.279 (3.3%) ينطقون بالألمانية، و882 (0.2%) ينطقون بالرومانية، و2.116 (0.5%) ينطقون بلغات أخرى و17.135 (4.2%) من غير المواطنين الذين لم يُسألوا عن لغة تواصلهم. (ضمت إستريا آنذاك أجزاء من هضبة الكارست وليبورنيا). وهكذا، في شبه جزيرة إستريا قبل الحرب العالمية الأولى، بلغ عدد الإيطاليين الإثنيين المحليين نحو ثلث (36.5%) السكان المحليين.
وصلت موجة جديدة من الإيطاليين، الذين لم يكونوا جزءًا من الإستريين الأصليين الناطقين بالفينيشية، بين عامي 1918 و1943. آنذاك، كانت بريمورسكا وإستريا وريجيكا وجزء من دالماسيا وجُزر كريس ولاستوفو وبلاجروسا (وكرك بين عامي 1941 و1943) تُعتبر جزءًا من إيطاليا. أشارت إحصائية السكان في مملكة إيطاليا لعام  1936 إلى أن ما يقارب 230.000 شخصًا سجلوا اللغة الإيطالية باعتبارها لغة تواصلهم في المنطقة التي صارت الآن أرض سلوفينيا وكرواتيا، وكانت آنذاك جزءًا من الدولة الإيطالية (نحو 194.000 في كرواتيا اليوم ونحو 36.000 في سلوفينيا اليوم).
منذ نهاية الحرب العالمية الثانية حتى عام 1953، وفقًا للبيانات المختلفة، هاجر بين 250.000 و350.000 شخصًا من هذه المناطق. نظرًا إلى أن تعداد السكان الإيطاليين قبل الحرب العالمية الثانية بلغ 225.000 (150.000 في إستريا والبقية في فيومي/ ريجيكا ودالماسيا)، لا بدّ أن البقية كانوا سلوفينيين وكرواتيين، إذا ما كان الإجمالي 350.000. وفقًا لماتجاي كليمنتشيتش، كان الثلث من السلوفينيين والكرواتيين الذين عارضوا الحكومة الشيوعية في يوغوسلافيا، لكن هذا محل جدل. كان الثلثان إيطاليين إثنيين محليين، مهاجرين كانوا يعيشون بصورة دائمة في هذه المنطقة في 10 يونيو 1940 والذين أعربوا عن رغبتهم في الحصول على الجنسية الإيطالية والهجرة إلى إيطاليا. كانوا يُسمون في يوغوسلافيا بالأوبتانتي (المختارين) وفي إيطاليا كانوا يُعرفون بالإيسولي (المنفيين). خفضت هجرة الإيطاليين التعداد الكلي في المنطقة وعدّلت بنيتها الإثنية التاريخية.
في عام 1953، كان ثمة 36.000 إيطالي معلن في يوغوسلافيا، ما لا يعدو كونه 16% من الإيطاليين البالغين 225.000 نسمة قبل الحرب العالمية الثانية.

## تاريخه

### الأزمنة القديمة
يرجع الدليل على معيشة الإيطاليقيين إلى جانب المنتمين إلى مجموعات إثنية أخرى على الجانب الشرقي من المحيط الأدرياتيكي بامتداد شمالي يبلغ جبال الألب إلى العصر البرونزي على الأقل، وكان السكان متمازجين مذ ذاك. أحصى إحصاء سكاني جرى في عام 2001 ثلاثة وعشرين لغة يتحدثها شعب إستريا.
سُميت دالماسيا تيمنًا بدالماتاي، وهي قبيلة إيليرية. غزا الرومان المنطقة وأخضعوها بعد أكثر من 120 عامًا من الحروب الرومانية الدالماسية، والانتفاضات اللاحقة ضد الحكم الروماني. صارت بعد ذلك محافظة دالماسيا الرومانية. بدأت قبائل سلافية بالوصول إلى المنطقة في القرن السابع. في عام 951، وصف الإمبراطور البيزنطي قسطنطين السابع دالماسيا بأنها تتألف من أراضٍ سلافية، وتقع مملكة كرواتيا في شمال دالماسيا، وتحتل دول باغانيا وزاكومليا وتافونييا ودوكليا الصربية جنوب دالماسيا.
عن طريق الغزوات، وسعت جمهورية البندقية، بين القرن التاسع وعام 1797، هيمنتها إلى إستريا وجزُر كفارنير ودالماسيا. من القرون الوسطى فصاعدًا، كانت أعداد من السلافيين قُرب الساحل الأدرياتيكي وعليه تتزايد باستمرار نتيجة لتوسعهم السكاني وبسبب ضغط الأتراك الذي دفعهم من الجنوب إلى الشرق. أدى ذلك إلى صيرورة الإيطاليقيين أكثر تقوقعًا في المناطق الحضرية، في حين كان الريف مأهولًا بالسلافيين، إلا استثناءات محددة معزولة. على وجه التحديد، قُسم السكان إلى مجتمعات حضرية ساحلية (الناطقين بالرومانسية بصورة رئيسة) والمجتمعات الريفية (الناطقين بالسلافية في الدرجة الأولى)، وأقليات صغيرة من المورلاك والرومانيين الإستريين.
أثرت جمهورية البندقية على اللاتينيين الجدد في إستريا ودالماسيا حتى عام 1797، حينما غزاها نابليون: كانت كوبر وبولا مركزين هامين للفنون والثقافة خلال عصر النهضة الإيطالي. منذ القرون الوسطى وحتى القرن التاسع عشر، كانت المجتمعات الإيطالية والسلافية في إستريا ودالماسيا قد عاشت بسلام جنبًا إلى جنبٍ لأنها لم تكن تعرف الهوية القومية، نظرًا إلى أنهم كانوا عمومًا يعرّفون أنفسهم على أنهم «إستريين» و«دالماسيين» من الثقافة «الرومانسية» أو «السلافية».

### الإمبراطورية النمساوية
بعد سقوط نابليون (1814)، ضُمت إستريا وكفارنير ودالماسيا إلى الإمبراطورية النمساوية. تعاطف العديد من الإيطاليين الإستريين والإيطاليين الدالماسيين مع حركة ريزورجيمينتو التي كافحت لتوحيد إيطاليا. ومع ذلك، بعد حرب الاستقلال الإيطالية الثالثة (1866)، وقتما تنازل النمساويون عن منطقتي فينيتو وفريولي لصالح مملكة إيطاليا المتشكلة حديثًا، ظلت إستريا ودالماسيا جزءًا من الإمبراطورية النمساوية المجرية، إلى جانب المناطق الناطقة بالإيطالية من شرق الأدرياتيكي. حرض ذلك النهضة التدريجية للوحدوية الإيطالية بين الكثير من الإيطاليين في إستريا وكفارنير ودالماسيا، الذين طالبوا بتوحيد فينتيسيا جوليا وكفارنير ودالماسيا مع إيطاليا. دعم الإيطاليون في إستريا وكفارنير ودالماسيا حركة ريزورجيمينتو: ونتيجة لذلك، رأى النمساويون الإيطاليين أعداءً وفضلوا المجتمعات السلافية في إستريا وكفارنير ودالماسيا، متبنيين القومية الناشئة للسلوفينيين والكرواتيين.